# 児島喜久雄
児島 喜久雄（こじま きくお、兒島 喜久雄、1887年〈明治20年〉10月10日 - 1950年〈昭和25年〉7月5日）は、白樺派の画家、美学・美術史の研究者。特にレオナルド・ダ・ヴィンチの研究により知られている。東北帝国大学助教授を経て、東京帝国大学・東京大学教授。

## 経歴
出生から修学期
1887年（明治20年）、東京府四谷区舟町（現在の東京都新宿区舟町）で児島益謙の五男として出生。学習院初等科在学中より里見弴と親しく、1903年、16歳の時に画家の三宅克己に入門。1908年、里見らの回覧雑誌『麦』に参加。第一高等学校在学時には、岩元禎の指導も受けた。
1909年、東京帝国大学文科大学文学科に入学。哲学科で美学を専攻した。同年、里見とともにバーナード・リーチにエッチングを習った。1910年に『白樺』の同人に加わった。1913年、東京帝国大学文科大学哲学科を卒業。1914年、第1回二科美術展覧会に（平日）入選。
美学研究者として
1921年、学習院教授に就いた。同年7月から1926年まで、欧州留学。留学中に東北帝国大学助教授に就任。1935年より東京帝国大学助教授を兼任。
1937年、東京帝国大学助教授専任となった。1941年、東京帝国大学教授に昇格。1950年、心筋梗塞のため死去。
児島の墓地は、東京都港区南青山2丁目の梅窓院で、傍らにはレオナルド・ダ・ヴィンチに因んだ文言を刻んだ碑が建っていたが、2022年3月親族による墓仕舞いにより、遺骨は東京都港区赤坂の赤坂不動尊威徳寺永代供養塔に改葬され、児島喜久雄・千代の墓石及びレオナルドの石碑（谷口吉郎の設計による）は、山梨県北杜市の清春白樺美術館に移設された。

## 研究内容・業績
美術史研究
1921年から5年間の欧州留学では、著名な美術史家に接し、主に古代とルネサンス美術を研究し、特にレオナルド・ダ・ヴィンチに関する研究は世界的水準にあると注目された。一方、その研究は西洋美術に留まらない裾野の広いもので、児島の下からは多彩な研究者が巣立った。特に西洋美術史学者の三輪福松（清春白樺美術館館長ほか）や、ギリシア美術史研究者の澤柳大五郎（東京教育大学教授ほか）は、著作を編纂した。また、「ヴァン・ゴッホの手紙」最初の訳者であり、『白樺』で発表した。
古代日本史研究者の井上光貞（国立歴史民俗博物館の初代館長）は、父・井上三郎が児島と親交があった関係から、大学院進学前に児島の謦咳に接し、史学には歴史哲学の素養が重要であるとして、ドイツ語の関連原書を読むよう指導を受けたと回想している。仏教美術史学者の町田甲一は、児島の指導を仰ぐことにした動機について、作品の具体的様式の歴史的変容を科学的に追究する美術史は、日本美術に関しては確立しておらず、西欧の学者に学ぶべきことが多いため、日本美術史研究を志す上で西洋美術史家の児島に就くことにしたと述べ、「いまでも私の学問上の本当の師匠は児島喜久雄先生ただ一人と思っている」と回想している。東京帝大時代の同僚だった和辻哲郎も、追想記「児島喜久雄君の思い出」を残している。
書籍の装丁・デザイン
書籍の装丁、デザインなどを多く手がけた。1910年（明治43年）4月1日発行の白樺派の同人誌『白樺』の創刊号の表紙デザインを手がけた。岩波新書の創刊に際し、編集部吉野源三郎の依頼でその装丁を手がけた。
「児島文庫」
東北大学附属図書館には、1956年（昭和31年）に寄贈された児島の旧蔵書が「児島文庫」として所蔵されている。
企画展
展覧会は、白樺派の文人、画家の資料を多数収蔵する山梨県長坂町の清春白樺美術館で、1983年（昭和58年）の8月から9月に『白樺同人 兒島喜久雄展』が開催。2007年（平成19年）11月20日から12月27日には、児島の生誕120年を記念し『生誕120年 児島喜久雄と白樺派の画家たち』が開催。児島の遺族から寄贈された新収蔵資料等を展示し、児島による美術史研究とその画業が紹介された。

## 交遊
- 交流のあった人物が刊行した美術書の序文を幾つか書いており、著書や弟子達の紹介がある

1. 徳川義寛（昭和天皇の侍従を長年務めた）『独墺の美術史家』（座右宝刊行会、1944年）
2. 嘉門安雄訳『チチエローネ　古代篇』(ヤーコプ・ブルクハルト著、筑摩書房、1948年）

- 細川護立侯爵（初期『白樺』同人）に招かれ、築地の料亭「新喜楽」において、安井曾太郎、梅原龍三郎、安田靫彦、小林古径らに混じり、横山大観を囲んでその肖像を描いた。後日各人の大観像を観た作家志賀直哉は、児島の描いた大観が一番似ている、たいした腕だと激賞したという[7]。
- 西洋美術史学の先駆者岩村透の墓は、児島が設計した[8]。
- 『岩波茂雄への手紙』[9]には、児島から岩波へ宛てた1932年（昭和7年）9月18日付の手紙一通が収録されている。

## 家族・親族
- 妻：木梨千代（1890年生）は山口県士族・木梨辰次郞の長女。辰次郎の岳父に男爵の藤村紫朗。[10]
- 長女：児島輝子は西洋美術史学者三輪福松に嫁いだ。
- 長男：児島光雄（1921年生）は国際電信電話代表取締役副社長[11]。妻の夏子は大洋漁業社長中部謙吉の娘。謙吉と喜久雄は妻同士が姉妹。[10]
- 二女：児島素子は工学者・東京大学名誉教授/工学院大学名誉教授大橋秀雄の妻。
- 三女：児島汪子は外交官宮沢泰（宮澤喜一の弟）の妻[10]。

## 著作
著書
- 『西洋美術館めぐり』第1 座右宝刊行会 1935
  - 改訂 美術出版社 1952
- 『美術概論』小山書店 1936
  - 増訂 1940年
  - 普及版 1948年
- 『美術批評と美術問題』小山書店 1936
- 『希臘の鋏』道統社 1942
- 『填空随筆』全国書房 1949
- 『レオナルド研究』岩波書店 1952
  - 復刊 1986年
- 『美術』澤柳大五郎編、角川書店 1954
- 『古代彫刻の臍』岩波書店 1956
  - 復刊 1983年
- 『美術の小窓』雪華社 1965[12]
  - 新版 1978年
- 『レオナルド研究寄與』澤柳大五郎編、座右宝刊行会 1973
- 『ショパンの肖像：児島喜久雄美術論集』岩波書店 1984
- 『兒島喜久雄画集』用美社 1987[13]
- 『ルネサンス美術史の見方：デューラー、ヴァザーリ、ブルクハルトを通して見た絵画、彫刻、建築の歴史』近代芸術研究会編、電子書籍：Kindle版 2018